# Милан Панчевски
Милан Панчевски (на македонска литературна норма: Милан Панчевски) е югославски комунистически политик.

## Биография
Милан Панчевски е роден на 16 май 1935 година в град Дебър. Завършва висша партийна школа в Белград.
През 1957 година влиза в ЮКП. На четвъртия конгрес на Съюза на комунистите на Македония е избран за член на Ревизионната комисия на СКМ. По-късно става депутат в Съюзното събрание. От 5 май 1984 до юни 1986 е председател на Председателството на Съюза на комунистите на Македония. След тази позиция влиза в състава на Председателството на ЦК на СКЮ. Между 17 май 1989 и 17 май 1990 година е последен председател на Председателството на Централния комитет на Съюза на комунистите на Югославия.
След независимостта на Република Македония Панчевски известно време е почетен председател на партията Съюз на комунистите - Движение за Югославия.